# Mặt phẳng thiên hà
Mặt phẳng thiên hà là các mặt phẳng trên đó đa số chứa khối lượng của thiên hà hình đĩa. Các hướng vuông góc với mặt phẳng thiên hà chỉ vào các cực thiên hà. Trong sử dụng thực tế, thuật ngữ mặt phẳng thiên hà và các cực thiên hà thường đề cập cụ thể đến mặt phẳng và các cực của Dải Ngân hà, nơi có Hành tinh Trái Đất.
Một số thiên hà vô định hình và không có đĩa nào được xác định rõ ràng. Ngay cả trong trường hợp của một thiên hà xoắn ốc bị chặn như Dải Ngân hà, việc xác định mặt phẳng thiên hà hơi thiếu chính xác và tùy ý vì các ngôi sao không hoàn toàn đồng phẳng. Năm 1959, IAU đã xác định vị trí của cực thiên hà phía bắc của Dải Ngân hà là chính xác RA = 12h 49m, Dec = 27° 24′ lúc bấy giờ là kỷ nguyên B1950; hiện giờ là thời đại J2000, sau khi tiến động được đưa vào ghi chép, vị trí của nó là RA 12h 51m 26.282s Dec 27° 07′ 42.01″. Vị trí này là ở Hậu Phát, gần ngôi sao sáng Arcturus; tương tự như vậy, cực thiên hà phía nam nằm trong chòm sao Ngọc phu.
"Kinh độ không" của tọa độ thiên hà cũng được xác định vào năm 1959 ở vị trí góc 123 ° so với cực thiên thể phía bắc. Do đó, điểm kinh độ 0 trên đường xích đạo thiên hà là 17h 42m 26.603s, −28° 55′ 00.445″ (B1950) hoặc 17h 45m 37.224s, −28° 56′ 10.23″ và góc vị trí J2000 của nó là 122,932 °. Trung tâm thiên hà nằm ở vị trí góc 31,72 ° (B1950) hoặc 31,40 ° (J2000) về phía đông.

## liên kết ngoài
- Reid, M. J.; Brunthaler, A. (December 2004), "The Proper Motion of Sagittarius A*. II. The Mass of Sagittarius A*", The Astrophysical Journal, 616 (2): 872-884, arXiv: astro-ph / 0.408.107, bibcode: 2004ApJ... 616..872R, doi: 10,1086 / 424.960